# 石ポロ坂トンネル

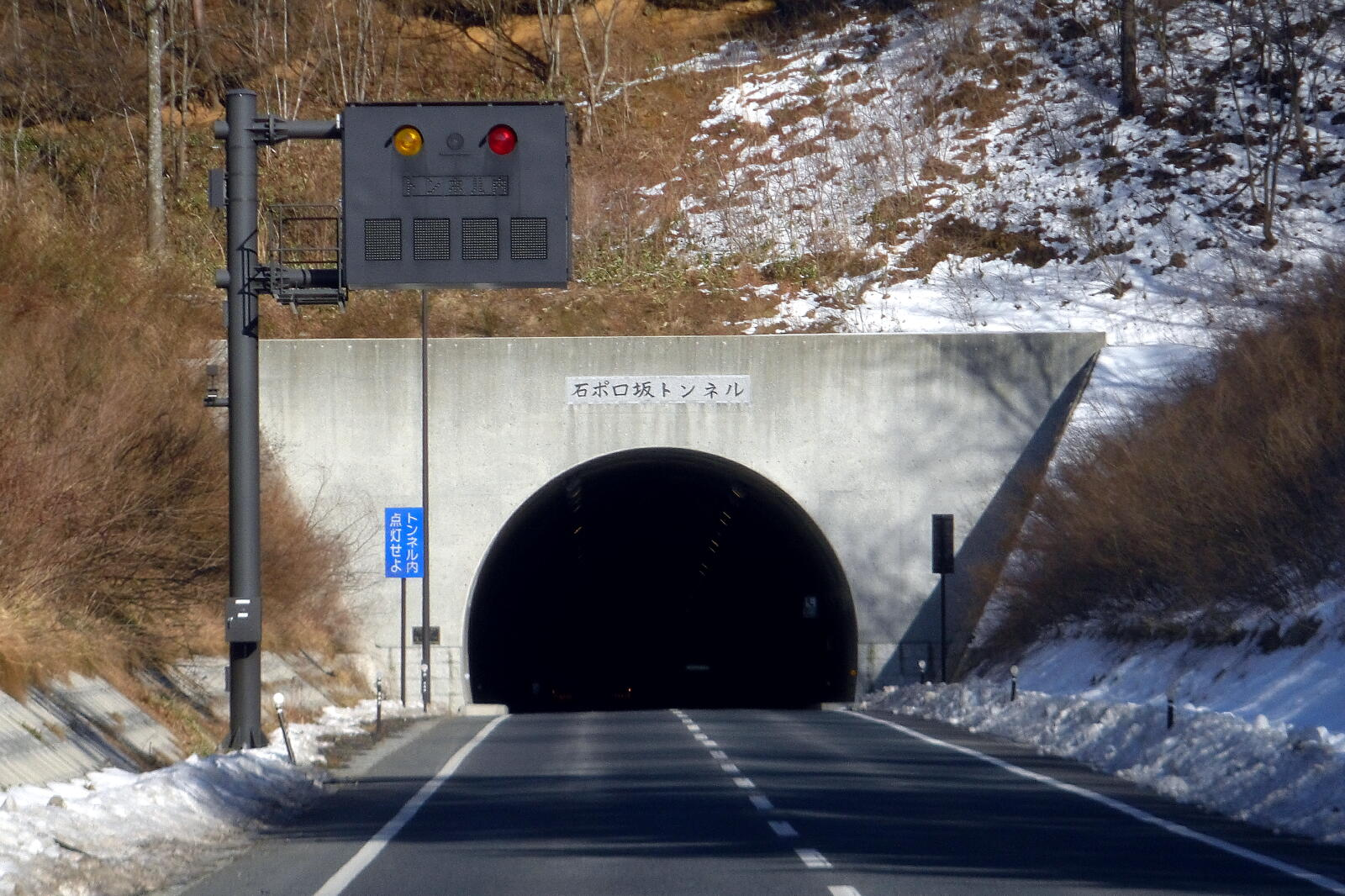
石ポロ坂トンネル

石ポロ坂トンネル（いしポロさかトンネル）は、福島県相馬郡飯舘村にある道路トンネルである。

## 概要
- 全長：647.0m
- 幅員：6.0（8.5）m
- 有効高：4.7m
- 施工：庄司・東北特定建設工事共同企業体
- 2005年3月[1]

飯舘村八木沢から同村芦原に至り、福島県道12号原町川俣線を通す。相双地区の南相馬市と県庁所在地の福島市を国道114号を介して結ぶ重要な路線であるが、芦原地区の峠部分は幅員狭小、急勾配急カーブの悪路で、冬期の積雪、凍結による事故や渋滞がしばしば発生した。そのためこの区間を通るバイパス道路（L=1300m）が2002年度より緊急地方道整備事業として建設された。なお、計画時は芦原トンネルの名称であった。
2003年3月18日に起工され、2005年11月30日に完成供用された。飯舘村では史上初となるトンネル開通となる。総工費は1600万円。新オーストリアトンネル工法が建設に用いられ、地山の地質によって補助ベンチ付き全断面掘削工法と上下版ベンチカット工法が使い分けられている。
旧道は村道へ移管されており、真野ダム方面へ向かう路線として案内されている。